# Панта
Панта е вид лагеруващ механизъм, съединяващ два предмета, които се въртят около обща ос. Въртенето е ограничено, най-често на 90 градуса. Употребяват се предимно на врати и прозорци. Като синоним се употребява думата шарнир.

## Видове
- Осеви
- Летящи
- Шарнирни
- Изхвърлящи

## Приложение
В съвременното мебелно обзавеждане най-масово се използват изхвърлящите панти. При тежките интериорни врати се монтират основно осеви, а при силно експлоатирани врати, и тип летящи. Различните видове изискват специализиран монтаж от специалист.